# Suchonice
Suchonice (Duits: Suchonitz) is een Moravische gemeente in de regio Tsjechische Olomouc, en maakt deel uit van het district Olomouc. Suchonice telt 172 inwoners (2023).

## Geschiedenis
- 1303 – De eerste schriftelijke vermelding van de gemeente.[1]

## Aanliggende gemeenten
| Aangrenzende gemeenten | Aangrenzende gemeenten | Aangrenzende gemeenten | Aangrenzende gemeenten | Aangrenzende gemeenten |
| ---------------------- | ---------------------- | ---------------------- | ---------------------- | ---------------------- |
|                        |                        |                        |                        | Tršice                 |
|                        |                        |                        |                        |                        |
| Velký Týnec            |                        |                        |                        |                        |
|                        |                        |                        |                        |                        |
| Čelechovice            |                        | Kokory                 |                        | Nelešovice             |